# Championnat de Yougoslavie de football 2000-2001
Navigation
Saison précédente Saison suivante
La saison 2000-2001 du Championnat de Yougoslavie de football est la soixante-douzième édition du championnat de première division en Yougoslavie. Les dix-huit meilleurs clubs du pays prennent part à la compétition et sont regroupées en une poule unique où chaque formation affronte deux fois ses adversaires. En fin de saison, les quatre derniers du classement sont relégués et remplacés par les quatre meilleurs clubs de deuxième division.
C'est le FK Étoile rouge de Belgrade, tenant du titre, qui remporte la compétition après avoir terminé en tête du classement final, avec deux points d'avance sur le FK Partizan Belgrade et vingt-cinq sur l'Obilic Belgrade. C'est le 22e titre de champion de Yougoslavie de l'histoire du club, qui manque le doublé en s'inclinant en finale de la Coupe de Yougoslavie face au Partizan.

## Les clubs participants
| - Obilic Belgrade - FK Partizan Belgrade - FK Étoile rouge de Belgrade - Hajduk-Rodic MB Kula - FK Rad Belgrade - FK Radnicki Kragujevac - OFK Belgrade - FC Smederevo - FK Čukarički | - FK Zeleznik Belgrade - FK Budućnost Podgorica - FK Vojvodina Novi Sad - FK Zemun - Zeta Golubovci - Promu de D2 - FK Napredak Krusevac - Promu de D2 - FK Radnicki Nis - FK Milicionar Belgrade - FK Sutjeska Niksic |

## Compétition

### Classement
Le barème de points utilisé pour établir le classement est le suivant :
- Victoire : 3 points
- Match nul : 1 point
- Défaite : 0 point

| Rang | Équipe                          | Pts | J  | G  | N  | P  | Bp | Bc | Diff |
| ---- | ------------------------------- | --- | -- | -- | -- | -- | -- | -- | ---- |
| 1    | FK Étoile rouge de Belgrade (T) | 88  | 34 | 28 | 4  | 2  | 93 | 20 | +73  |
| 2    | FK Partizan Belgrade (C)        | 86  | 34 | 28 | 2  | 4  | 94 | 36 | +58  |
| 3    | Obilic Belgrade                 | 63  | 34 | 19 | 6  | 9  | 53 | 37 | +16  |
| 4    | FC Smederevo                    | 54  | 34 | 17 | 3  | 14 | 49 | 47 | +2   |
| 5    | OFK Belgrade                    | 50  | 34 | 15 | 5  | 14 | 52 | 45 | +7   |
| 6    | FK Vojvodina Novi Sad           | 47  | 34 | 13 | 8  | 13 | 51 | 36 | +15  |
| 7    | FK Sutjeska Niksic              | 46  | 34 | 14 | 4  | 16 | 52 | 64 | -12  |
| 8    | FK Zeleznik Belgrade            | 44  | 34 | 12 | 8  | 14 | 49 | 56 | -7   |
| 9    | FK Radnicki Kragujevac          | 44  | 34 | 13 | 5  | 16 | 38 | 52 | -14  |
| 10   | FK Čukarički                    | 43  | 34 | 13 | 4  | 17 | 42 | 50 | -8   |
| 11   | FK Zemun                        | 42  | 34 | 11 | 9  | 14 | 38 | 46 | -8   |
| 12   | Hajduk-Rodic MB Kula            | 42  | 34 | 12 | 6  | 16 | 45 | 51 | -6   |
| 13   | Zeta Golubovci (P)              | 42  | 34 | 11 | 9  | 14 | 38 | 50 | -12  |
| 14   | FK Rad Belgrade                 | 41  | 34 | 12 | 5  | 17 | 49 | 58 | -9   |
| 15   | FK Budućnost Podgorica          | 38  | 34 | 11 | 5  | 18 | 29 | 48 | -19  |
| 16   | FK Napredak Krusevac (P)        | 34  | 34 | 8  | 10 | 16 | 38 | 63 | -25  |
| 17   | FK Radnicki Nis                 | 32  | 34 | 9  | 5  | 20 | 30 | 60 | -30  |
| 18   | FK Milicionar Belgrade          | 30  | 34 | 8  | 6  | 20 | 29 | 50 | -21  |

|  | Qualification pour la Ligue des champions 2001-2002                                               |
|  | Qualification pour la Coupe UEFA 2001-2002                                                        |
|  | Qualification pour la Coupe Intertoto 2001                                                        |
|  | Relégation directe en deuxième division                                                           |
|  | (T) : Tenant du titre (C) : Vainqueur de la Coupe de Yougoslavie (P) : Promu de deuxième division |

## Bilan de la saison
| Championnat de Yougoslavie de football 2000-2001                        |                                         |
| Champion                                                                | FK Étoile rouge de Belgrade (22e titre) |
| Coupes et trophées                                                      |                                         |
| Vainqueur de la Coupe de Yougoslavie 2000-2001                          | FK Partizan Belgrade                    |
| Qualifications continentales                                            |                                         |
| Ligue des champions 2001-2002                                           | FK Étoile rouge de Belgrade             |
| Coupe UEFA 2001-2002                                                    | FK Partizan Belgrade                    |
| Coupe UEFA 2001-2002                                                    | Obilic Belgrade                         |
| Coupe Intertoto 2001                                                    | FC Smederevo                            |
| Promotions et relégations                                               |                                         |
| Promus en SuperLiga                                                     | FK Rudar Pljevlja                       |
| Promus en SuperLiga                                                     | FK Zvezdara                             |
| Promus en SuperLiga                                                     | FK Mladost Lučani                       |
| Promus en SuperLiga                                                     | Mladost Apatin                          |
| Relégués en Championnat de Yougoslavie de football de deuxième division | FK Milicionar Belgrade                  |
| Relégués en Championnat de Yougoslavie de football de deuxième division | FK Napredak Krusevac                    |
| Relégués en Championnat de Yougoslavie de football de deuxième division | FK Radnicki Nis                         |
| Relégués en Championnat de Yougoslavie de football de deuxième division | FK Budućnost Podgorica                  |